# ناتان کوهن (قایقران روئینگ)
ناتان کوهن (انگلیسی: Nathan Cohen؛ زادهٔ ۲ ژانویهٔ ۱۹۸۶) قایقران روئینگ اهل نیوزیلند است. وی بین سال‌های ۲۰۰۰ تا ۲۰۱۳ میلادی فعالیت می‌کرد.
وی در مسابقات کشوری و بین‌المللی در مجموع برندهٔ ۴ مدال طلا شده‌است.